# Vlaho Bukovac
Vlaho Bukovac, nato e noto anche con il nome italiano di Biagio Faggioni (Ragusa Vecchia, 4 luglio 1855 – Praga, 23 aprile 1922), è stato un pittore croato.

## Biografia
Nato a Ragusavecchia da Agostino - a sua volta figlio del marinaio genovese Giuseppe, che si era riparato nella località dalmata dopo una tempesta e aveva deciso di fermarvisi - e dalla ragusea Maria Perich (Marija Perić), venne battezzato col nome di Biagio Faggioni, che a partire dal 1877 - su consiglio del proprio mentore ed amico Orsatto Pozza (Medo Pucić), rampollo di una delle più ricche famiglie nobili di Ragusa - sceglierà di tradurre nell'omologo croato Vlaho Bukovac (Vlaho è la traduzione del nome Biagio, così come il faggio in croato si chiama bukva).
Dimostrata fin dalla più tenera infanzia una grandissima predisposizione per le arti figurative, venne aiutato negli studi proprio dal Pozza, che nel 1877 lo spedì a studiare presso la prestigiosa École nationale supérieure des beaux-arts di Parigi.

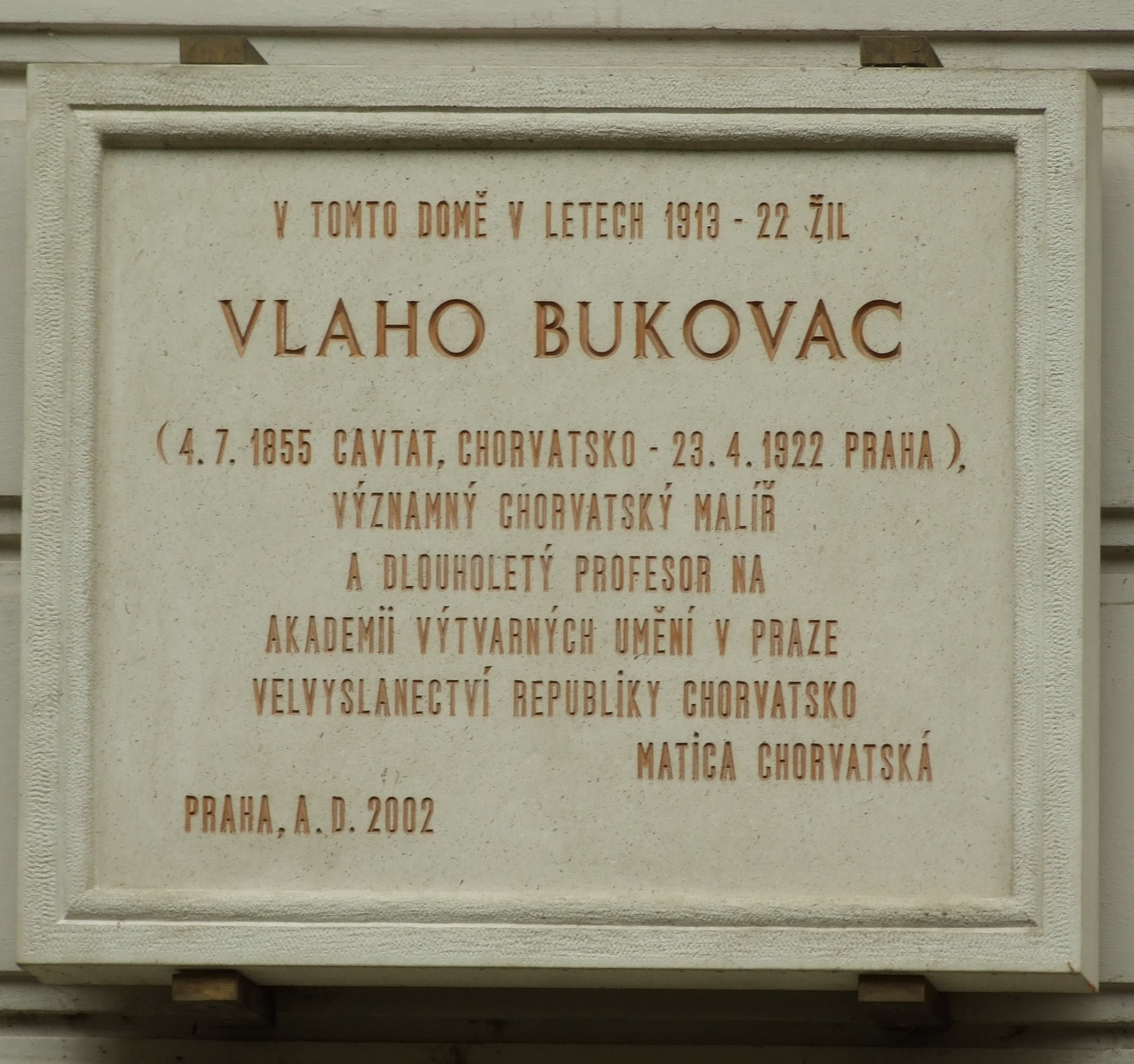
Targa a Praga in ricordo di Vlaho Bukovac

Nel 1878 fu il primo artista croato ad essere ammesso al Salon di Parigi, all'epoca una delle più importanti esposizioni pittoriche al mondo.
Bukovac fin dalla gioventù usò viaggiare per lunghi periodi in Europa e in altri continenti, come l'America del Sud e del Nord. Da tutti i viaggi trasse ispirazione per le sue opere, che lo resero molto celebre in patria e nel mondo, facendolo considerare il più importante artista croato a cavallo fra il XIX e il XX secolo.
Nel 1892, Bukovac sposò la ragusea Jelica Pitarević, con la quale ebbe quattro figli: Augustin (Ago), Ivanka, Jelena (Jelica) e Marija: sia Ivanka che Jelica seguirono in seguito le orme paterne, iscrivendosi all'Accademia di Belle Arti di Praga e divenendo pittrici.
Negli anni '80 si spostò a Belgrado, ove lavorò per la famiglia reale serba.
Dal 1893 al 1897 fu a Zagabria, ove introdusse lo spirito dell'arte europea - prevalentemente francese - del tempo. In seguito - anche a causa di un'aspra polemica col pittore e uomo politico Izidor Kršnjavi - si trasferì nuovamente a Ragusavecchia, fino a quando nel 1903 venne chiamato a insegnare presso l'Accademia delle Belle Arti (Akademie vytvarnyh umeni) di Praga. A questo periodo appartiene una lunga serie di famosi ritratti.
Nel 1905 diventò socio dell'Accademia Serba delle Scienze e delle Arti, mentre nel 1919 fu membro della delegazione cecoslovacca alla Conferenza di pace di Parigi. Uno dei suoi ultimi lavori fu un ritratto del re del Regno dei Serbi, Croati e Sloveni, Alessandro I.
Vlaho Bukovac morì a Praga il 23 aprile 1922.

## Opere
Pittore di grandissima sensibilità, Bukovac venne influenzato da tutte le principali correnti artistiche della sua epoca, in maniera particolare - seguendo cronologicamente il suo percorso artistico - dal realismo, dall'impressionismo e dal puntinismo.
I suoi quadri (oltre 500 opere) sono conservati nei principali musei dei paesi della ex Jugoslavia, oltre che in altre primarie collezioni pubbliche e private. La sua casa natale a Ragusavecchia - affrescata dall'artista - è stata trasformata in museo ed ospita una serie di suoi quadri.
È opera di Bukovac la più famosa opera pittorica legata al Risorgimento croato (Hrvatski narodni preporod, il periodo di presa di coscienza della nazione croata): il sipario del Teatro Nazionale Croato di Zagabria - allora intitolato Slava Njima (Gloria a loro), ma oggi più noto proprio come Risorgimento croato - rappresentante il grande poeta raguseo Giovanni Gondola, omaggiato da altri grandi personaggi della storia croata.

## Galleria d'immagini

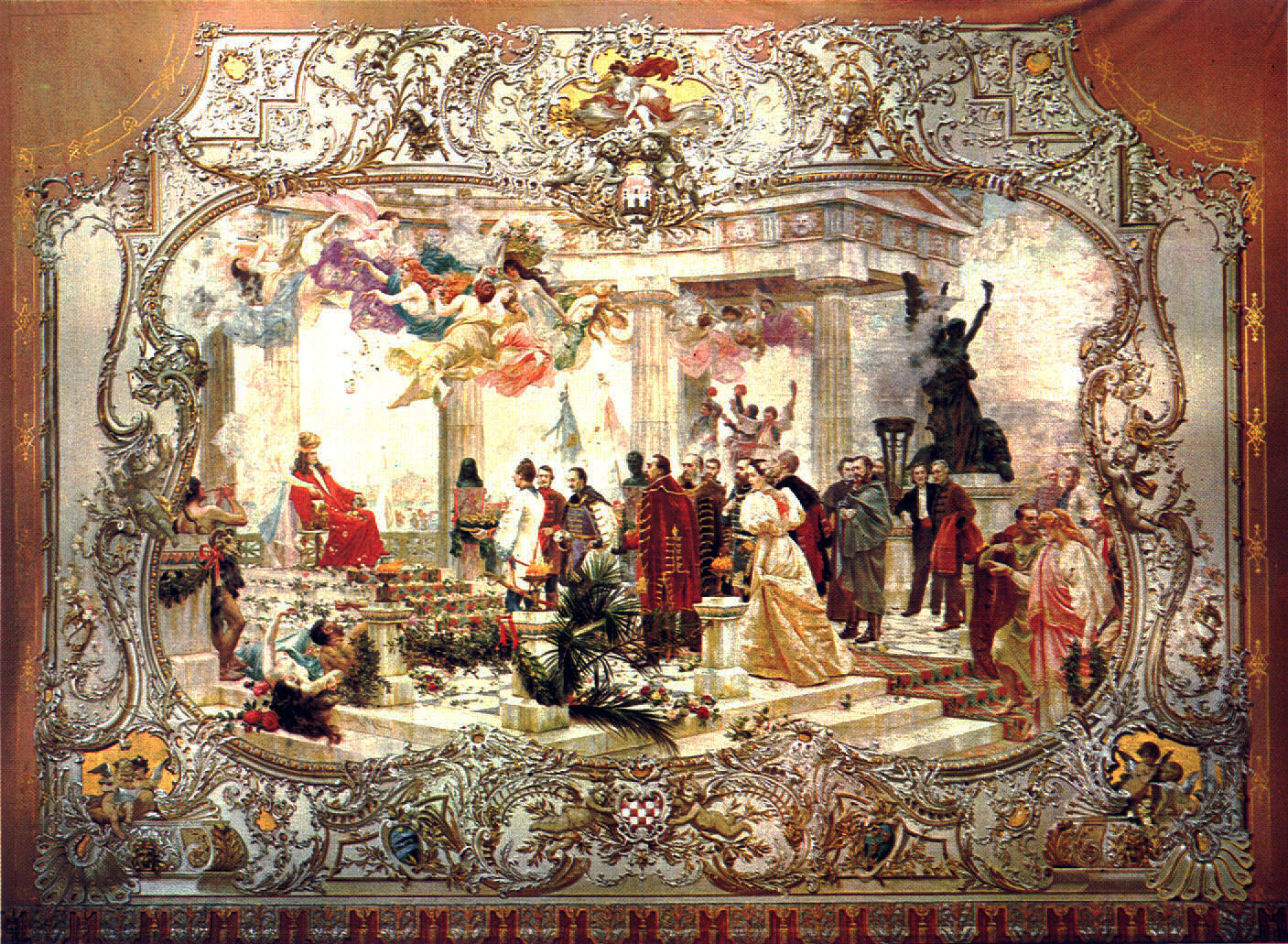
Il Risorgimento croato
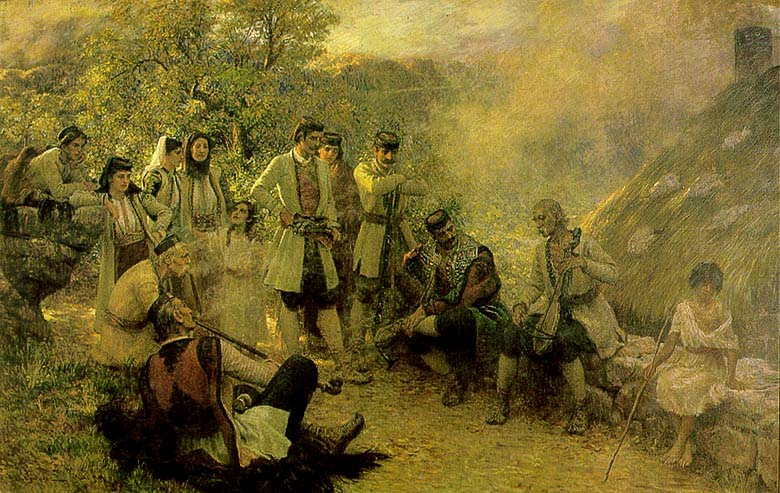
Suonatori
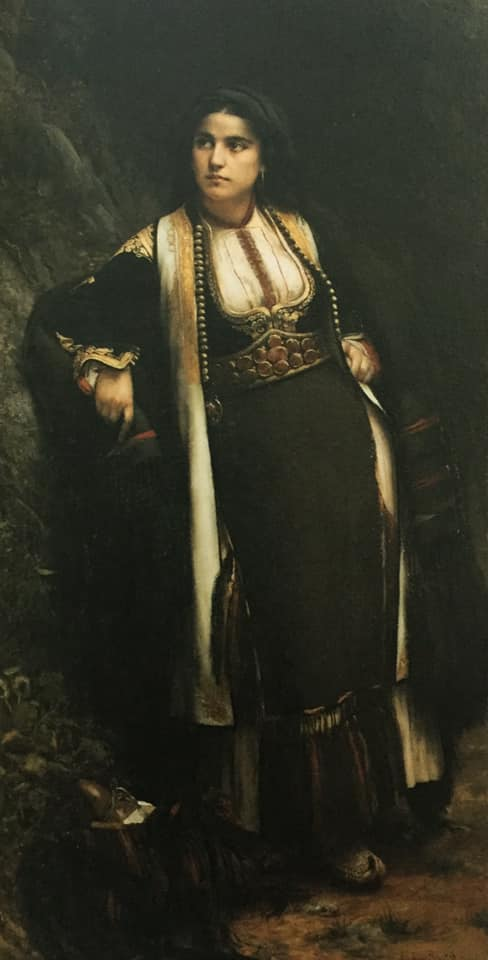
Ritratto di montenegrina
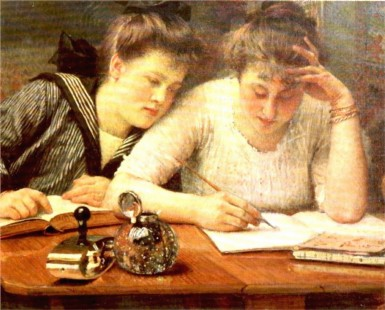
Ragazze inglesi
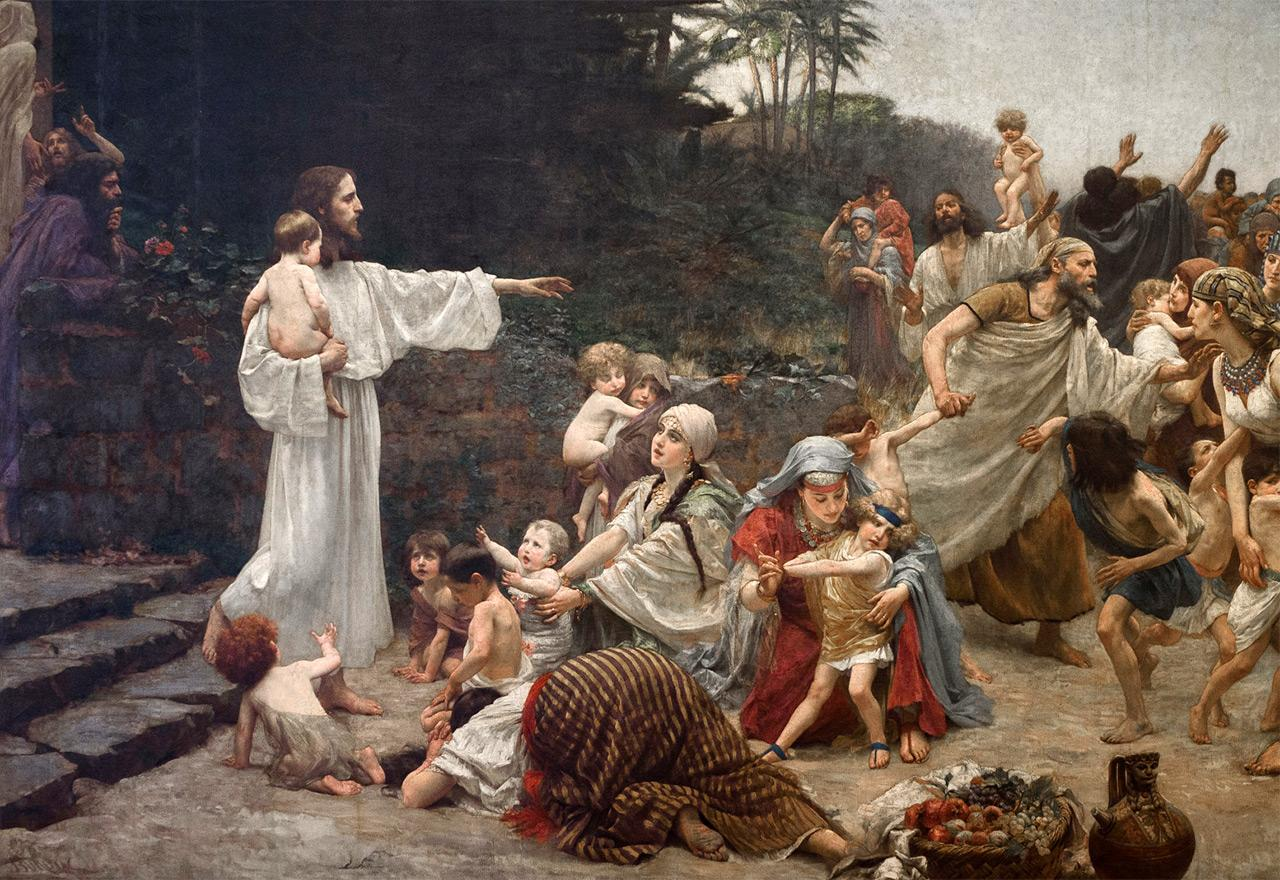
Lasciate che i bimbi vengano a me
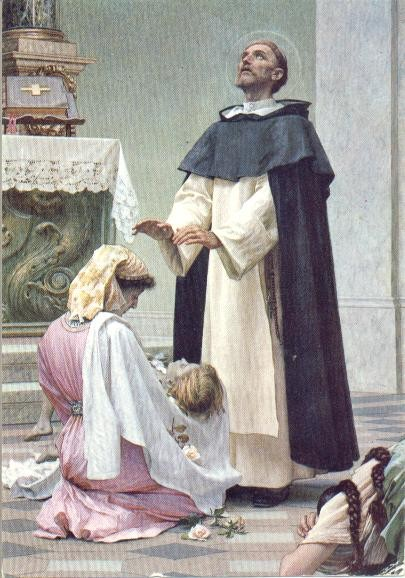
San Domenico
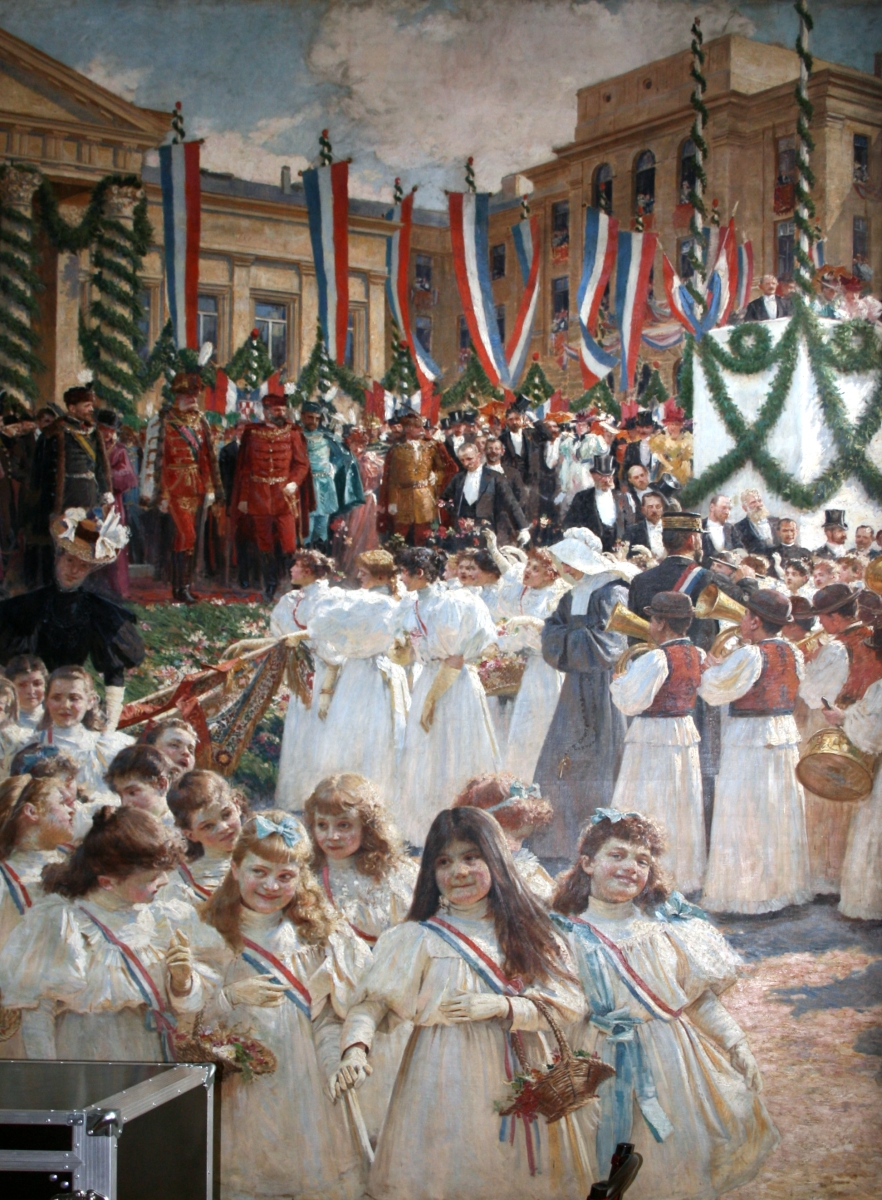
Viva il re!
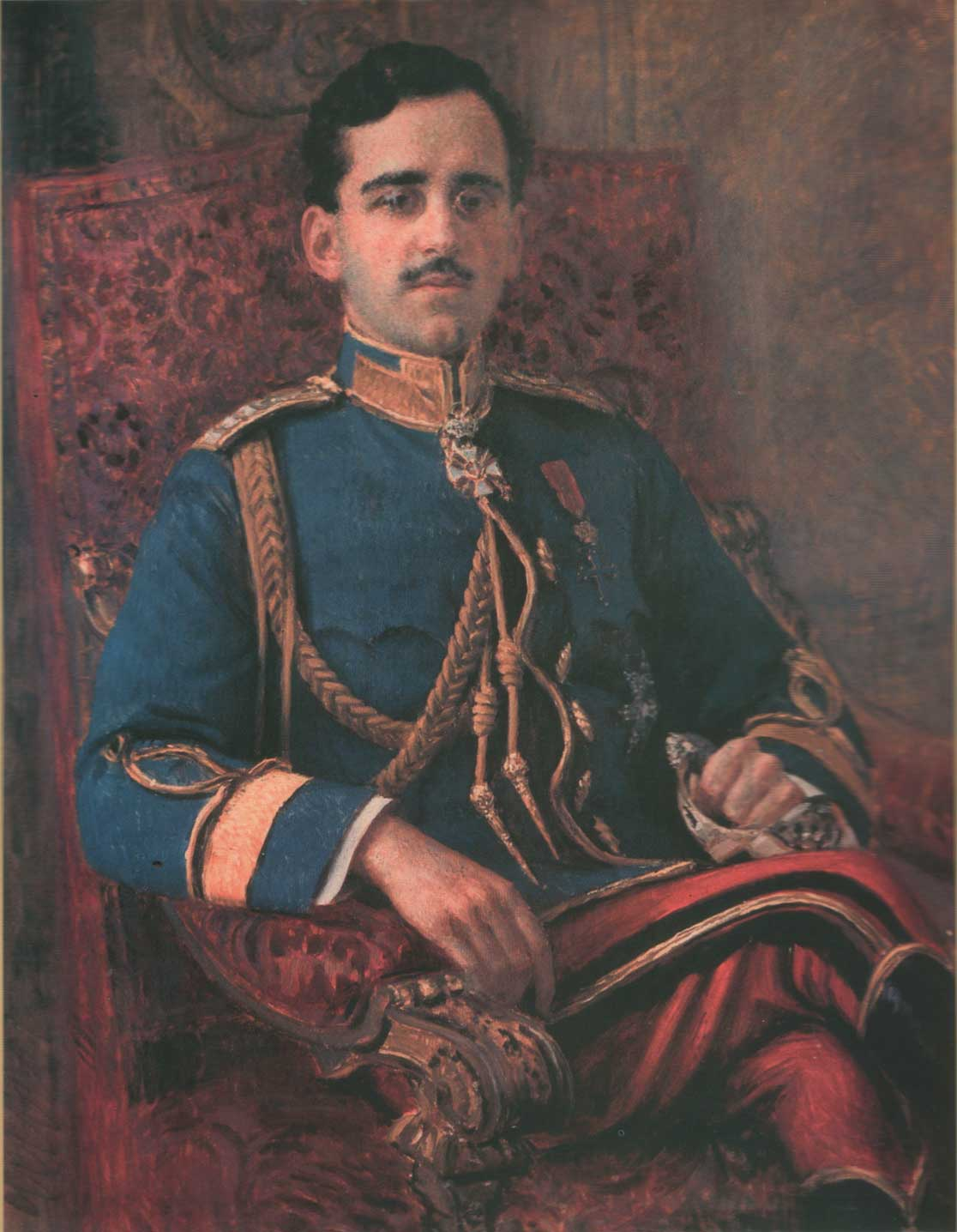
Ritratto di Alessandro I